# ジョルジュ・フェドー
ジョルジュ・フェドー（Georges Feydeau、1862年12月8日 - 1921年6月5日）は、フランスの喜劇作家。

## 人物・来歴
パリ生まれ。奇妙でおかしい状況設定と巧妙な筋立て、当意即妙の台詞によるヴォードヴィルが人気を呼び、ブールヴァール劇を代表する作家の一人となった。
日本では1967年に「クルヴェット天から舞い降りる」（日生劇場、俳優座）が市原悦子の主演、小沢栄太郎の演出、加藤剛、三島雅夫の出演で上演され話題を呼んだ。

## 日本語訳
- 『ジョルジュ・フェドー傑作集 1 旦那さまは狩りにお出かけ.耳に蚤-疑いのとりこ』米村晢 訳 劇書房, 1980.11
- 『どうにもこうにも』桑原隆行 訳. 水声社, 2017.5